# Million Marijuana March

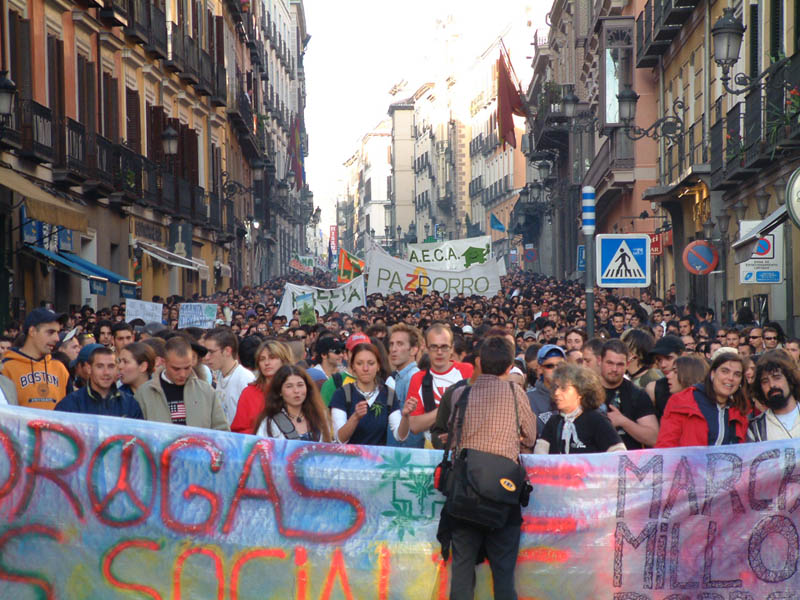
Madrid, Spanyolország. 2004. május 8. Million Joint March (La Marcha del Millón de Porros en Madrid, Mayo 2004). Info és fotók:. A Million Marijuana March (MMM) része.

A Million Marijuana March (MMM) vagy Global Marijuana March (GMM) a világ számos részén évente megrendezett, kender-kultúrával kapcsolatos felvonulás- és rendezvénysorozat.
Május első vasárnapján vagy akörül, kannabisszal kapcsolatos találkozókat, felvonulásokat, koncerteket és fesztiválokat rendeznek világszerte. A rendezvény honlapja: GlobalMarijuanaMarch.org
1999 óta több mint 400 városban szerveztek rendezvényeket szerte a világon. Az eseményeket helyenként más néven szervezik. például World Cannabis Day („A kender világnapja”), Cannabis Liberation Day, Global Space Odyssey, Ganja Day, J-Day, stb.
A MMM a kannabiszkultúrát, mint választott személyes életstílust ünnepli. A résztvevők – fogyasztók és nem fogyasztók egyaránt – azért gyűlnek össze, hogy beszélgessenek, szórakozzanak és tanuljanak egymástól. 1999 óta a rendezvény egyik főszervezője Dana Beal volt, honlapja a következő: Cures-Not-Wars.org. Másik főszervező a Cannabis Culture magazin (honlap: CannabisCulture.com). Dana Beal és a CannabisCulture.com több ezer GMM-MMM posztert készített és terjesztett világszerte az évek során.

## Toronto, Ontario, Kanada
A kanadai Toronto Queen's Parkjában 1999 óta hagyományosan megrendezik. 2006-ban Torontoi Cannabiszhét keretein belül május 4. és május l0. között élőzenész fesztivált szerveztek a város több pontján 25 000 résztvevővel.

## Regina, Saskatchewan, Kanada
1999. május első szombatja óta minden évben a kanadai Saskatchewan államban található Regina városában is felvonulást szerveznek, eleinte a törvényhozó testület székháza előtt, majd 2001-től a Victoria Parkban, Regina belvárosában. Az eseményeken élőzene mellett több témában előadásokat is tartottak, többek között a marihuánáról is.

## Dunedin, Új-Zéland
A dunedini rendezvénynek J-Day a neve és a város központjában levő Octogon téren tartják minden év májusának első szombatján (2007. május 5.) déltől ("high noon") 4:20-ig. Dunedinben rendezték meg a világon elsőként a GMM eseményt.
A résztvevők hagyományosan felmennek a híres Baldwin utcába és a utca végén gyűlnek, össze 4:20-kor. Az esemény érdekes módon egyetemi ünnepélyekkel esik egybe. A 2006-os eseményen több politikus is felszólalt.

## Magyarország
A Million Marijuana March rendezvényt 2003 óta Magyarországon is megrendezi a Kendermag Egyesület.
A rendezvény kezdetben tiltakozásba és botrányba (tojásdobálás) fulladt. Legutóbb, 2007. május 13-án Budapest mellett több magyar városban (Debrecen, Pécs, Szeged, Szombathely) is tartottak rendezvényeket Nemzeti Legalizációs Népgyűlés névvel. A debreceni rendezvénnyel kapcsolatban problémák merültek fel.
A budapesti rendezvényt a Margit-szigeten tartották, rendőri felügyelet mellett és békésen lezajlott. Az eseményen koncertezett többek között a Love Alliance, a Riddim Colony, a Ladánybene 27 és Copy Con. A Kendermag Egyesület Legalizációs Kátét készített, amely a hazai drogpolitika megreformálásának egy lehetséges módját tartalmazza.
Global Marijuana March 2010 Budapesten:
Legalizációs Piknik - 2010. május 9. (vasárnap)
Margitsziget - Nagyrét, Szállodáknál
2019-2025 között a Magyar Kétfarkú Kutya Párt szervezte.

## Külső hivatkozások

### Általános
- 2005 MMM world map (angol nyelven). [2005. július 26-i dátummal az [ eredetiből] archiválva]. (Hozzáférés: 2009. augusztus 23.)
- Links to many GMM-MMM web pages worldwide. 2.
- Links to many GMM-MMM photos, posters, and banners worldwide. 2. 3. 4.
- GMM-MMM Yahoo Group with public archive. Archiválva 2007. május 1-i dátummal a Wayback Machine-ben
- Compilations of GMM-MMM links and reports over the years.
- "Marching for freedom". 2004 global reports and some photos. Cannabis Culture magazine article.
- Global Marijuana March wiki page. 2007 city list.

### Városok
- Ganja Day – 4th May 2002 – London. 4th MMM in London, UK. Many photos.
- 7th May 2006 – Moscow Archiválva 2007. július 28-i dátummal a Wayback Machine-ben. 3rd MMM in Moscow, Russia. Many photos.
- mgmporto – marcha global pela marijuana no porto. Porto, Portugal.
- mgmlisboa – Marcha Global da Marijuana em Lisboa. Lisszabon, Portugal.
- Global Marijuana March 2007 in Regina, Canada.

### Régiók
- GMM-MMM 2000-2004 cities in Germany, Luxembourg, Austria, Switzerland. 2005.